# روبرتو موزینی
روبرتو موزینی (به ایتالیایی: Roberto Mozzini) بازیکن فوتبال و اهل ایتالیا است که از سال ۱۹۷۶ میلادی عضو تیم ملی فوتبال ایتالیا بوده و در ۶ بازی ملی حضور داشته‌است. او در بازی‌های ملی‌اش گلی به ثمر نرساند.
روبرتو موزینی آخرین بازی ملی خود را در سال ۱۹۷۷ میلادی انجام داد.